# Никола Минцев
Никола (Кольо) Минцев е български учител и революционер, деец на Вътрешната македоно-одринска революционна организация.

## Биография
Минцев е роден в 1880 година в град Дойран, тогава в Османската империя. В 1898 година завършва с втория випуск класическия отдел на Солунската българска мъжка гимназия и става учител. В 1899 година започва работа в родния си град, където влиза във ВМОРО и става член на дойранския околийски революционен комитет и го ръководи заедно с председателя Янаки Илиев и Никола Хаджиташев. В 1901 година при Солунската афера е арестуван от властите и заточен в Подрум кале. Амнистиран е в 1903 година. По-късно работи в Кукуш, Елена, Струмица и други селища.
Участва във войните за национално обединение. Умира в София в 1927 година.